# Hemibungarus calligaster
Genre
Espèce
Synonymes
- Elaps calligaster Wiegmann, 1835
- Naja fasciata Peters, 1861
- Hemibungarus gemianulis Peters, 1872
- Hemibungarus macclungi Taylor, 1922

Statut de conservation UICN

 LC  : Préoccupation mineure
Hemibungarus calligaster, unique représentant du genre Hemibungarus, ou serpent corail des Philippines est une espèce de serpents de la famille des Elapidae.

## Répartition
Cette espèce est endémique des Philippines. Elle se rencontre sur Luçon, Mindoro, Cebu, Negros, Panay et Polillo.

## Liste des sous-espèces
Selon The Reptile Database (5 septembre 2011) :
- Hemibungarus calligaster calligaster (Wiegmann, 1835)
- Hemibungarus calligaster gemiannulis Peters, 1872
- Hemibungarus calligaster mcclungi Taylor, 1922

## Publications originales
- Wiegmann, 1835 "1834" : Beiträge zur Zoologie gesammelt auf einer Reise um die Erde. Siebente Abhandlung. Amphibien. Nova Acta Physico-Medica, Academiae Caesarae Leopoldino-Carolinae, Halle, vol. 17, p. 185-268 (texte intégral).
- Peters, 1862 : Übersicht einiger von dem, durch seine afrikanische Sprachforschungen, rühmlichst bekannten, Hrn. Missionär C.H. Hahn bei Neu-Barmen, im Hererolande, an der Westküste von Afrika, im 21˚ südl. Br. gesammelten Amphibien, nebst Beschreibungen der neue Arten. Monatsberichte der Königlichen Preussischen Akademie der Wissenschaften zu Berlin, vol. 1862, p. 15-26 (texte intégral).
- Peters, 1872 : Über drei neue Schlangenarten (Calamaria bitorques, Stenognathus brevirostris und Hemibungarus gemianulis) von den Philippinen. Monatsberichte der Königlichen Akademie der Wissenschaften zu Berlin, vol. 1872, p. 585-587 (texte intégral).
- Taylor, 1922 : The Snakes of the Philippine Islands. Bureau of Science Manila pub, no 16, p. 1-312 (texte intégral).